# 워렌 오티스

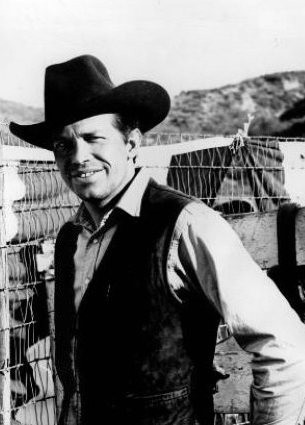

워런 오츠(Warren Oates, 1928년 7월 5일 ~ 1982년 4월 3일)는 미국의 배우이다.
로스앤젤레스에서 사망하였다. 사인은 심근 경색이다.

## 출연 작품
- 욕망의 인파이터 (1983년)
- 블루 썬더 (1983년)
- 더 보더 (1982년) - 레드 역
- 남북전쟁 (1982년)
- 에덴의 동쪽 (1981년)
- 괴짜들의 병영 일지 (1981년) - Sgt. 헐카 역
- 엔드 베이비 메이크스 식스 (1979년)
- 1941 (1979년)
- 트루 그릿 (1978년)
- 블랙 뷰티 (1978년)
- 브링크 도난 사건 (1978년)
- 적색 영웅 (1977년)
- 드럼 (1976년)
- 하얀 새벽 (1974년)
- 닭싸움꾼 (1974년) - 프랭크 맨스필드 역
- 가르시아 (1974년)
- 톰 소여 (1973년)
- 딜린저 (1973년)
- 키드 블루 (1973년)
- 황무지 (1973년) - 아버지 역
- 자유의 이차선 (1971년)
- 하이어드 핸드 (1971년) - 아치 해리스 역
- 크루키드 맨 (1970년)
- 와일드 번치 (1969년) - 라일 고치 역
- 스프릿 (1968년)
- 복수의 총성 (1967년)
- 밤의 열기 속에서  (1967년) - 샘 우드 역
- 돌아온 황야의 7인 (1966년) - 콜비 역
- 던디 소령 (1965년)
- 도망자 (1963년)
- 하오의 결투 (1962년)
- 프라이빗 프로퍼티 (1960년)
- 옐로우스톤 켈리 (1959년)
- 선셋 77번가 (1958년)
- 서부의 파라딘 (1957년)

### 텔레비전
- 딜론 보안관 (1955년)
- 디즈니랜드 (1954년) - 존 블라이스 역